# ライアン・ホイ
ライアン・ホイ（許懷欣、Ryan Hui Wai-Yun、1976年9月3日 - ）は香港のシンガーソングライターである。主に2000年代に活動した。父はミュージシャン・俳優のサミュエル・ホイ。

## 音楽作品
- 2000年：『One Foot Forward』(米国のみ)
- 2000年：『Logos VS. One Foot Forward』(米国のみ)
- 2006年8月10日：『許懷欣 開竅 RYAN EP』
- 2007年：サミュエル・ホイ『人生多麼好』- 鐘聲響起/サミュエル・ホイ／ライアン・ホイ／スコット・ホイ
- 2008年：黄貫中『Let's Fight Live』- Let's Fight／黄貫中+Fighters
- 2009年11月12日：『transformer EP』
- 2014年9月10日：『The Stay Up, Upstart EP』7"アナログレコード / itunes EP